# Wilhelm Alfred Imperatori
Wilhelm Alfred Imperatori (Pseudonym: Alfred Gospert; * 9. Mai 1878 in Eupen; † 23. März 1940 in Corsier-sur-Vevey) war ein in Deutschland geborener Industrieführer und Schriftsteller, mit schweizerischer Nationalität.

## Leben und Wirken

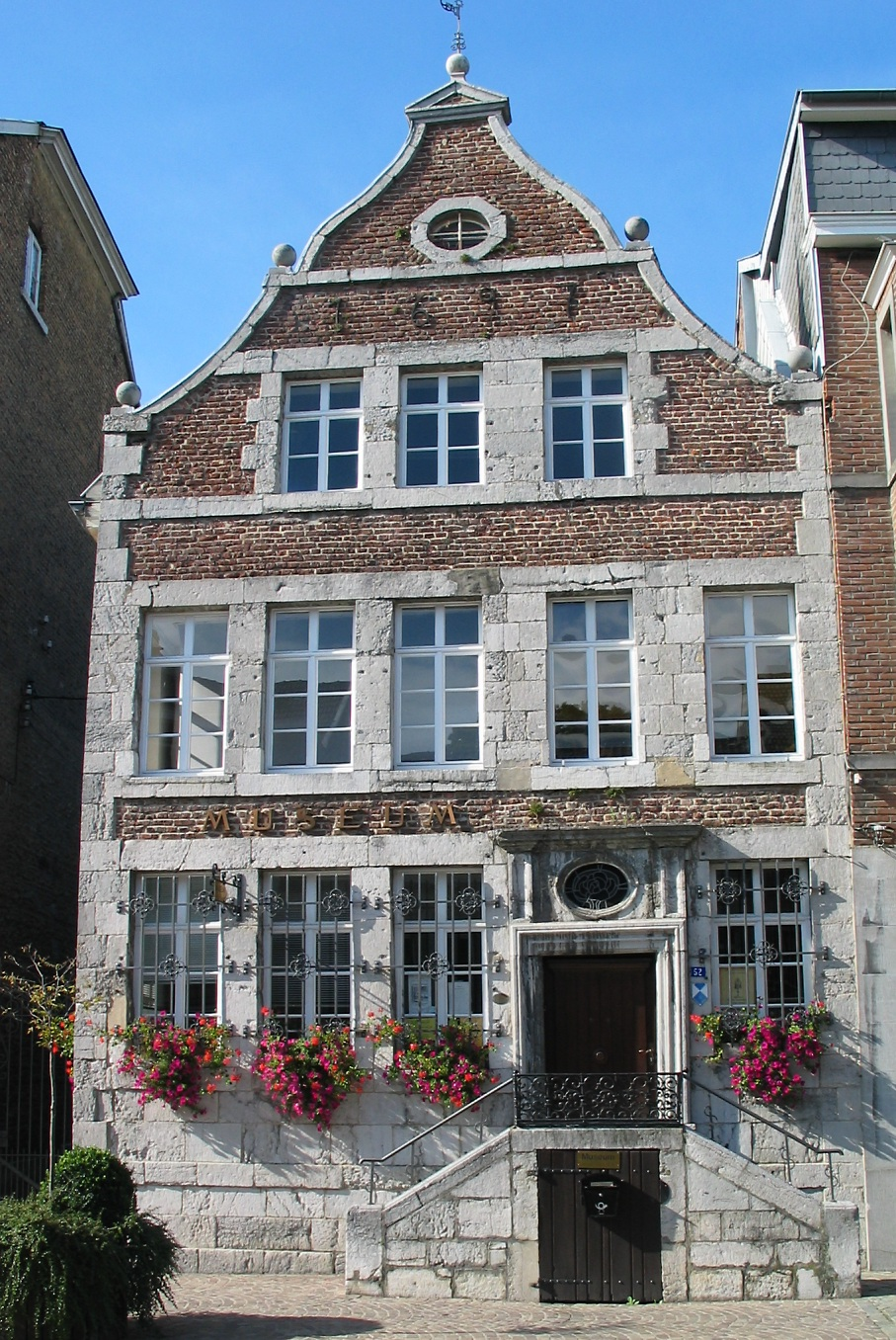
Geburtshaus Imperatoris in Eupen, Sitz des Stadtmuseum Eupen

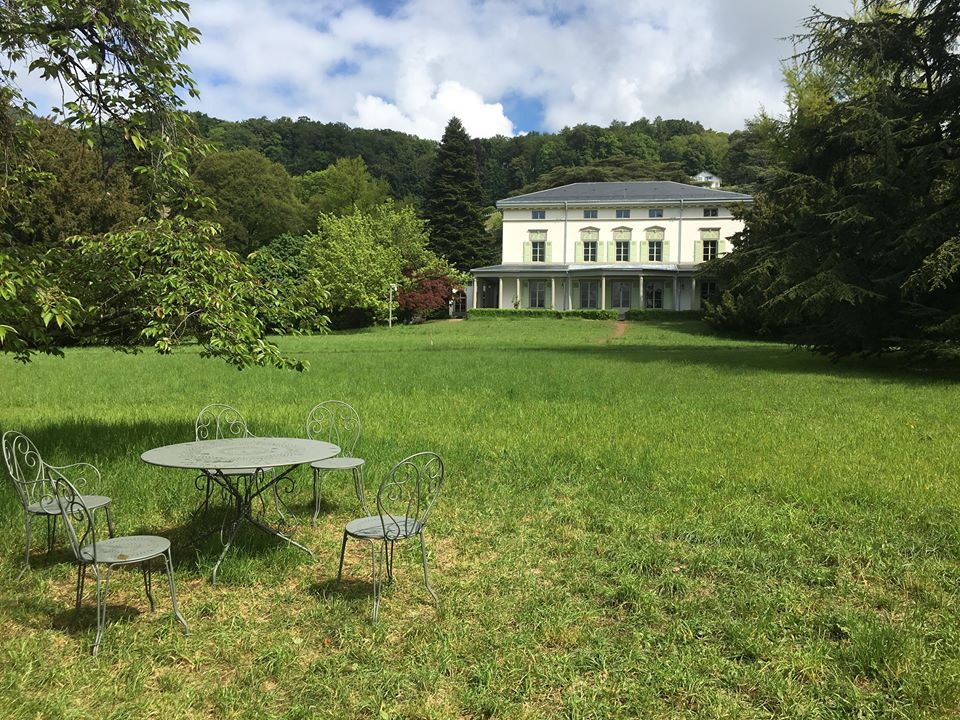
Manoir de Ban

Wilhelm Anton Imperatoris Großeltern stammten aus Pollegio im Tessin und wanderten vor 1850 nach Würselen bei Aachen aus. Imperatoris Vater ließ sich mit seiner aus Raeren stammenden Frau, im damals deutschen Eupen als Glaser und Silberspiegelmacher nieder.
Während seiner Studienzeit bereiste Imperatori verschiedene europäische Länder und die USA. Um 1899 wirkte er als Kaufmann über mehrere Jahrzehnte in leitenden Stellungen bei dem Farben- und Pharmahersteller Cassella Farbwerke Mainkur, unter anderem in Berlin. Er heiratete 1909 die aus Gnesen stammende Sopranistin Claire Dux, die an der Berliner Staatsoper als Primadonna bezeichnet wurde und später mit dem Schauspieler Hans Albers liiert war. Während des Ersten Weltkriegs lebte das Ehepaar in Berlin.
In der Nachkriegszeit, als die Cassella Farbwerke in die IG Farben aufgingen, wurde Imperatori Generaldirektor einer der Fabriken und 1928 Aufsichtsrat bei der von der IG Farben übernommenen Terra Film, für die er in Köln und Dresden tätig war. Nach der Trennung von Dux heiratete er in zweiter Ehe Marianne Neuwirth und 1931 in dritter Ehe die Bildhauerin Edith Vetter. 1930 legte er seine Ämter bei der IG Farben nieder und ließ sich als Privatier im schweizerischen Kanton Thurgau nieder, wo er bis 1935 auf Schloss Weinfelden wohnte. In dieser Zeit entstand die Komödie Feuerwerk, die er als Verlagsmanuskript unter dem Namen Alfred Gospert (Gospert ist der Name der Straße in der sein Geburtshaus steht) schrieb. Anschließend lebte er für kurze Zeit im Südtiroler Seis am Schlern, später in Basel. Im Herbst 1939 kaufte er in Corsier-sur-Vevey am Genfersee die in den Weinbergen gelegene Villa Manoir de Ban, wo er unerwartet am 27. März 1940 im Alter von 62 Jahren verstarb. Während des Zweiten Weltkrieges beherbergte Edith Imperatori Flüchtlinge in dem weitläufigen Anwesen. 1946 veräußerte sie es an einen Diplomaten, 1952 gelangte das Manoir de Ban in den Besitz des englischen Schauspielers Charly Chaplin.
Schon früh betätigte sich Imperatori als Schriftsteller und verfasste mehrere Dramen, Gedichte, Novellen und Romane. 1911 erschien sein erstes Bühnenstück, Betrogene Leute. Am Großherzoglichen Hoftheater Weimar uraufgeführt wurden 1916 Das Spiel um die Gnade, ein Einakter, der sich mit dem Wirken Savonarolas beschäftigt, und 1918 Graf Fabians Gewissen unter der Regie des Generalintendanten Carl von Schirach. Es folgten Lebensmittag (1924), Die ewige Melodie, im November 1935 am Städtebundtheater Biel-Solothurn uraufgeführt und zwischen 1935 und 1937 unter anderem am Stadttheater Winterthur, am Stadttheater St. Gallen, in Graz und in verschiedenen deutschen Städten wie Leipzig, Schleswig, Greifswald und Konstanz gegeben. Weitere Bühnenwerke sind Kredit und Glaube (uraufgeführt 1939, auch unter dem Titel Venus und Merkur), Felian (Uraufführung 1939), Arbeit und Alltäglichkeit. Der Komponist Erich Anders vertonte mehrere Gedichte Imperatoris.